# Пётр Афонский
Пётр Афонский (др.-греч. Πέτρος ; VII век — 734, Афон) — христианский подвижник, аскет, отшельник, афонский пустынник. Почитается в лике преподобных, память в Православной церкви 12 июня (по юлианскому календарю) и в соборе всех преподобных отцов Афонских, в Католической церкви 12 июня.

## Жизнеописание
Преподобный Пётр Афонский, по происхождению грек. Был воеводой в императорских войсках и жил в Константинополе. В 667 году во время войны с сирийцами Петр был взят в плен и заключён в крепость города Самарра в Месопотамии (в другом источнике — города Самары на реке Евфрат).
Долгое время находясь в темнице он размышлял о том, за какие грехи подвергся наказанию от Бога. И тогда Пётр вспомнил, что однажды имел намерение оставить мирскую жизнь и уйти в монастырь, но так и не исполнил его. Он стал соблюдать в тюрьме строгий пост, усердно молился, и особенно он просил заступничества перед Богом у святителя Николая Чудотворца. Однажды во сне ему явился сам святитель Николай и дал совет призывать на помощь святого Симеона Богоприимца. Чуть позже святитель Николай ещё раз являлся ему во сне и укреплял узника в терпении и надежде. В третий раз он явился вместе со святым Симеоном Богоприимцем наяву. Последний коснулся жезлом цепей Петра, и железо при этом растаяло, как воск, а двери темницы сами раскрылись, и Пётр вышел на свободу. Святой Симеон Богоприимец стал невидим, а святитель Николай проводил Петра до границы, где начинались греческие земли. После чего, напомнив о данном обете, святитель Николай также стал невидим. Тогда Пётр пришёл в Рим, чтобы принять постриг в иноческий образ у гробницы апостола Петра. Накануне прихода в Рим святого Петра святитель Николай явился во сне Римскому Папе и рассказал обо всех обстоятельствах освобождения святого Петра из плена, наказав Папе постричь бывшего узника в монашество.
На следующий день, при большом стечении народа во время Богослужения, Римский Папа громко сказал:

«Пётр, пришедший из греческой земли, которого святитель Николай освободил в Самаре из темницы, приди ко мне».

Святой Пётр пришёл и предстал перед Папой, который постриг его в монашество при гробнице апостола Петра. Папа научил Петра правилам иноческой жизни и некоторое время держал этого инока при себе, а потом с благословением отпустил преподобного Петра туда, куда Бог соблаговолит его направить.
В 681 году Пётр сел на корабль, который плыл на восток, и тогда во сне ему явилась сама Пресвятая Богородица и указала место, где он должен был жить до конца своих дней — Святую Гору Афон. Когда же корабль проплывал мимо Афона, то сам по себе остановился, и святой Петр в этом месте сошёл на берег.
В первое время бесы старались заставить преподобного покинуть пещеру: они являлись ему в вид вооружённых воинов или свирепых зверей и гадов, готовых растерзать отшельника. Но горячей молитвой к Богу и Матери Божией преподобный Пётр побеждал все бесовские нападения. Тогда враг стал являться под видом отрока, посланного к нему из родного дома, который слёзно умолял преподобного оставить пустыню и вернуться в свой родной дом. Преподобный прослезился, но без колебаний ответил:

«Сюда меня привёл Господь и Пресвятая Богородица, без Её позволения я отсюда не пойду».

И тогда, услышав имя Матери Божией, бес исчез. Через семь лет бес предстал перед преподобным в виде светлого Ангела и сказал, что Бог повелевает ему идти в мир для просвещения и спасения людей, нуждающихся в его духовном руководстве. И тогда уже опытный подвижник снова ответил, что без повеления Божией Матери не покинет пустыни. Бес исчез и больше не смел приступать к преподобному, а Матерь Божия явилась преподобному Петру во сне вместе со святителем Николаем и сказала мужественному отшельнику, что каждые 40 дней Ангел будет приносить ему Небесную манну. С этого времени преподобный Петр 40 дней постился, а на сороковой день подкреплялся Небесной манной, получая крепость на дальнейшее сорокадневное воздержание.
53 года преподобный Пётр провёл в пустынных местах Святой Горы Афон, не встречая никого из людей: одежда его полностью истлела, а волосы и борода выросли настолько, что покрыли всё тело вместо одежды. Однажды некий охотник гнался за оленем и увидел обнажённого человека, обросшего волосами и носившего пояс из листвы. Он испугался и бросился бежать, но преподобный Пётр остановил его и рассказал о своей жизни. Охотник просил позволения остаться с ним, но преподобный послал его домой и дал охотнику год для самоиспытания, запретив рассказывать о встрече с ним.
Через год охотник возвратился с братом, одержимым бесом, и другими спутниками, и, когда они вошли в пещеру преподобного Петра, то увидели, что он уже преставился к Богу. Охотник с горьким плачем рассказал своим спутникам о жизни преподобного Петра, а его брат, как только прикоснулся к телу святого, получил исцеление. Преподобный Петр скончался в 734 году, и его святые мощи находились на Афоне в монастыре святого Климента, но во время иконоборчества были спрятаны, а в 969 году перенесены во Фракийское селение Фотоками. С именем преподобного Петра Афонского связано откровение и священный завет Матери Божией о своём земном уделе — Святой Горе Афон:

«Во Афонстей Горе будет покой его, то бо есть жребий Мой от Сына Моего и Бога, данный Мне, да отлучающийся мирских молв и емлющиися духовных по силе своей подвигов, верою же и любовию от души призывающий имя Мое, тамо временное свое житие проводят без печали и Богоугодных ради дел своих жизнь вечную получат: зело бо люблю то место и хощу на том умножити чин иноческий, и милость Моего Сына и Бога имущим тамо иночествовати не разорится во веки, аще и они соблюдут спасительныя заповеди; и распространю их в Горе на юг и север, и возобладают ею от мира до мира, и имя их во всей подсолнечной хвально сотворю и защищу тех, иже тамо терпеливно в постничестве подвизатися будут».